# سیکسز (جورجیا)
سیکسز (به انگلیسی: Sixes) محل زندگی تقریباً ۱۴۵۴۰ نفر، یک جامعه ثبت نشده در شهرستان چروکی غربی، جورجیا،
ایالات متحده است که در حدود سه مایلی غرب هالی اسپرینگز و در نزدیکی ساحل شرقی دریاچه آلاتونا واقع شده است. این جامعه در کمربند طلایی جورجیا واقع شده است که از جنوب غربی به شمال شرقی در امتداد لبه جنوبی کوه‌های بلو ریج امتداد دارد. معدن طلای سیکسز، یک معدن طلا که اکنون از بین رفته است و قدمت آن به اوایل قرن ۱۹ بازمی‌گردد، درست در شمال غربی واقع شده بود.
علاوه بر این، این محل همین‌طور میزبان آسیاب‌های سیکسز است که در ابتدا در حدود سال ۱۸۲۰ توسط جستجوگران اولیه طلا ساخته شد و بعدها در حدود سال ۱۸۸۰ بازسازی شد. آسیاب‌ها به خوبی حفظ شده است و هنوز در خارج از جاده سیکس قرار دارد.
دو نظریه در مورد چگونگی انتخاب نام سیکسز وجود دارد. نظریه اول این نام را به قلعه هینار سیکسز نسبت می‌دهد، قلعه‌ای از چروکی‌ها که در امتداد دنباله اشک‌ها قرار داشت. دومی بر این باور است که این نام از یک روستای قدیمی چروکی گرفته شده است که در نزدیکی رودخانه اتووا (Etowah) به نام «سوتالی» - که کلمه معدل عدد ۶ در چروکی است - قرار داشت. سیکسز همچنین نام خود را به قلعه سیکسز، یک قلعه ارتش ایالات متحده در دهه ۱۸۳۰ که قبل از دنباله اشک‌ها، به عنوان نقطه جمع‌آوری چروکی عمل می‌کرد، انتقال داد.
سوتالی، جامعه‌ای که در طرف مقابل رودخانه اتووا (دریاچه آلاتونای فعلی) در غرب شهرستان چروکی قرار دارد، نام خود را نیز از این روستای بومی آمریکا گرفته است.
امروزه، سیکسز یک جامعه حومه شهر در حال رشد با بسیاری از محله‌های مسکونی بزرگ و مجلل، از جمله بریج میل (BridgeMill) است. دو مدرسه ابتدایی به نام سیکسز و آزادی (Sixes و Liberty) و یک مدرسه راهنمایی به نام آزادی (Freedom) و دو دبیرستان به نام وودستاک و چروکی (Woodstock و Cherokee) در این منطقه قرار دارند.